# Buffalo Lake (Minnesota)
Buffalo Lake es una ciudad ubicada en el condado de Renville en el estado estadounidense de Minnesota. En el Censo de 2010 tenía una población de 733 habitantes y una densidad poblacional de 418,04 personas por km².

## Geografía
Buffalo Lake se encuentra ubicada en las coordenadas 44°44′14″N 94°37′5″O / 44.73722, -94.61806. Según la Oficina del Censo de los Estados Unidos, Buffalo Lake tiene una superficie total de 1.75 km², de la cual 1.75 km² corresponden a tierra firme y (0%) 0 km² es agua.

## Demografía
Según el censo de 2010, había 733 personas residiendo en Buffalo Lake. La densidad de población era de 418,04 hab./km². De los 733 habitantes, Buffalo Lake estaba compuesto por el 93.18% blancos, el 0.27% eran afroamericanos, el 0.27% eran amerindios, el 0.82% eran asiáticos, el 0% eran isleños del Pacífico, el 3.68% eran de otras razas y el 1.77% pertenecían a dos o más razas. Del total de la población el 8.32% eran hispanos o latinos de cualquier raza.